# Калмыкова, Александра Михайловна
Александра Михайловна Калмыкова (урождённая Чернова; 26 декабря 1849 [7 января 1850], Екатеринослав — 1 апреля 1926, Детское Село) — русская прогрессивная общественная деятельница, преподавательница.
Начав с конца 1860-х годов свою деятельность на поприще женского образования, она являлась активной участницей многих просветительских обществ, видной деятельницей становления и развития российского народного образования, библиотечного дела, сотрудничала с Л. Н. Толстым, В. Г. Короленко, М. Горьким, поддерживала связи с группой «Освобождение труда», встречалась с В. И. Лениным, работала вместе с Н. К. Крупской. По характеристике Анны Елизаровой-Ульяновой, была: «выдающаяся по уму и энергии женщина, принадлежавшая к довольно высокому кругу».

## Биография
Родился 26 декабря 1849 (7 января 1850) года в Екатеринославе в семье военного.

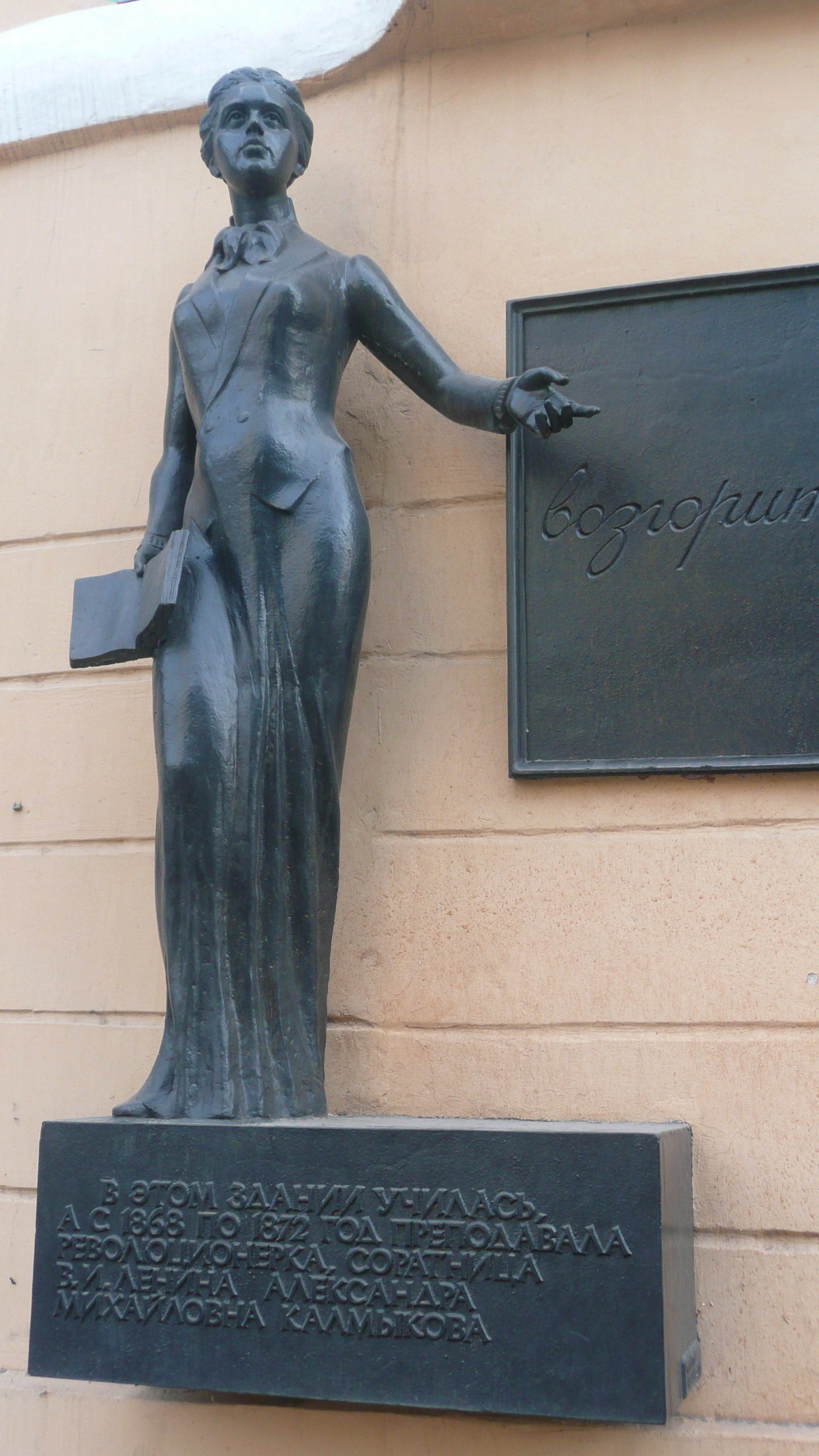
Памятник А. М. Калмыковой в г. Днепре (установлен на фасаде бывшей женской гимназии)

Закончила Мариинское женское училище в Екатеринославе и получила диплом учительницы. Преподавала в одной из гимназий Одессы (1868—1869), затем вплоть до 1872 года — преподавала в Екатеринославском женском училище (с 1870 — Мариинская женская гимназия).
Выйдя в 1869 году замуж за члена Воронежского окружного суда Д. А. Калмыкова), посвятила себя общественной деятельности.
В Харькове она примкнула к кружку, группировавшемуся вокруг только что возникшего и тогда ещё прогрессивного «Южного края», в котором поместила ряд статей. Фельетоны Калмыковой по еврейскому вопросу, печатавшиеся в «Южном крае», выдержали два издания («Еврейский вопрос в России», 1881 и 1882). Приняла близкое участие в занятиях созданной X. Д. Алчевской женской воскресной школы и для известной книги «Что читать народу?» (1884) составила разделы географии и истории.
В 1885 году, после назначения супруга сенатором, продолжила общественную деятельность в Санкт-Петербурге. Преподавала в воскресной школе фарфоровского попечительства по Шлиссельбургскому тракту (воскресной школе В. П. Варгунина, 1885—1896, затем отстранена от преподавания). Являлась членом, а затем главой университетского кружка по изучению народной литературы братьев Ольденбургов. Приняла живое участие в деятельности комитета грамотности при Петербургском Вольно-экономическом обществе (1887—1888).
Входила в редакции журнала «легальных марксистов» «Новое слово» и «Начало».
С 1889 года в её семье жил Пётр Бернгардович Струве, по воспоминаниям Анны Елизаровой-Ульяновой: «Струве вырос в её семье, — был в гимназические годы её воспитанником и, как она говорила, был ближе ей, чем её собственный сын, пошедший по другому пути».
В 1889(90?)—1901 годах владела созданным ею книжным складом в Петербурге, который находился по адресу Литейный проспект, д. 60. Там же находилась и её квартира. Анна Елизарова-Ульянова вспоминала о Калмыковой: «У неё был в то время книжный магазин (воспоминания относятся к весне 1899 года — Прим.)… который служил в некотором роде штаб-квартирой. Там можно было узнать о жизни социал-демократических организаций, о всех переменах и изъятиях, происшедших в них. Прежде всего, по приезде в Питер, забегаешь, бывало, в этот книжный склад».

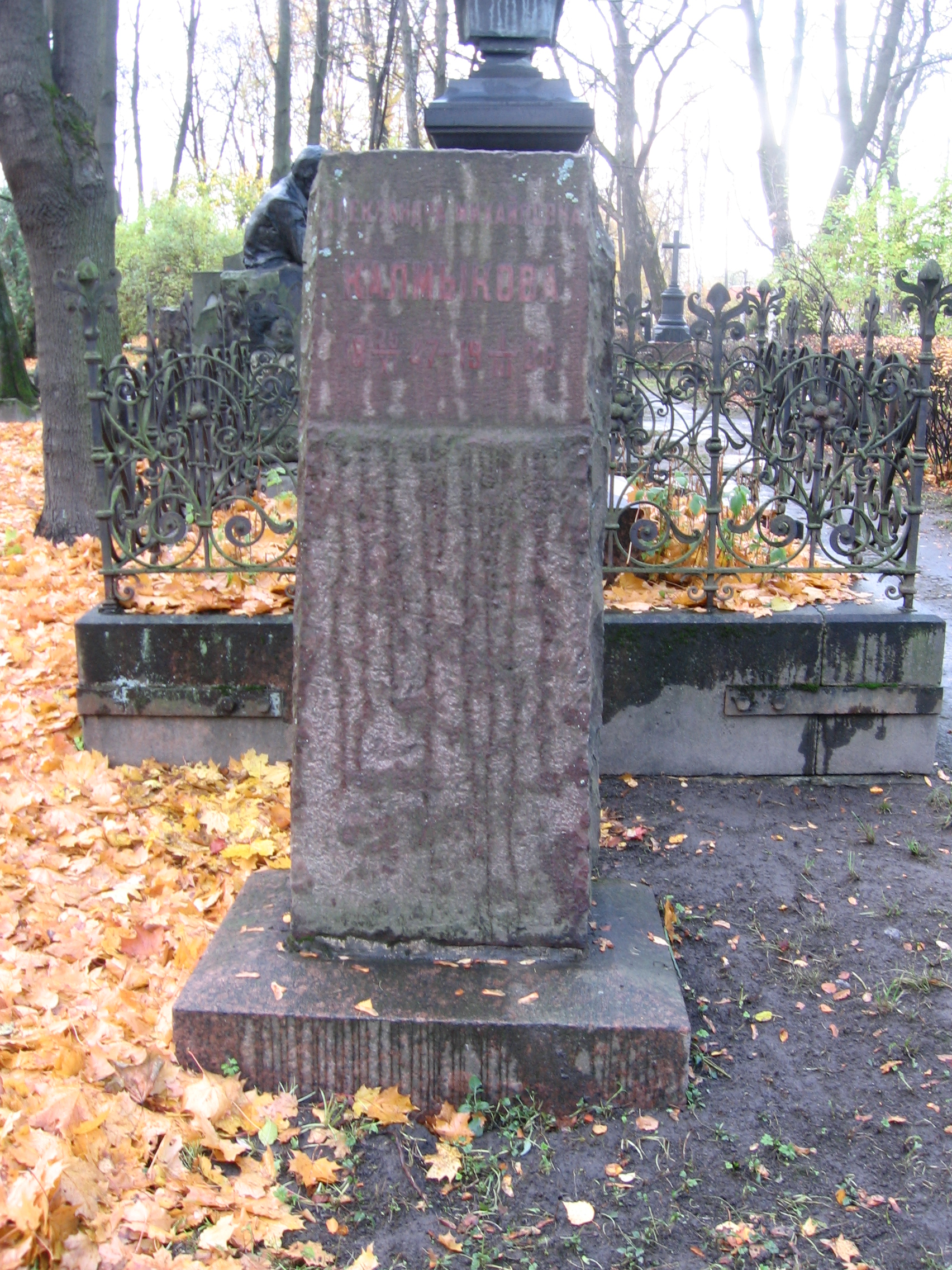
Надгробие А. М. Калмыковой на Литераторских мостках

Изданный в 1890 году каталог склада Калмыковой представлял собой хорошее пособие для составления школьных и народных библиотек. В то же время Калмыкова издает ею же составляемые две серии дешёвых книг для народа, под заглавием: «Жизнь прежде и теперь» и «Силы природы и труд человека». Совместно с Л. Н. Толстым она участвовала в создании книги «Греческий учитель Сократ» (1886). Кроме того, Калмыкова поместила несколько статей в «Русской школе» (в 1890—1893 гг.). Книги A. M. Калмыковой выдержали 20 изданий.
«Александра Михайловна стояла очень близко к первым марксистским организациям Петербурга, — вспоминала Анна Елизарова-Ульянова, — оказывала очень деятельные услуги нелегальным социал-демократическим организациям, главным образом „Союзу борьбы“, и находилась в курсе их работы. Все первые члены „Союза борьбы“ — Радченко, Крупская, Якубова, Невзорова, народовольческой организации — Книпович — были в тесной связи с нею. Пользуясь своими большими связями в обществе, она устраивала квартиры, склады, добывала деньги. У неё же происходили первые заседания редакций тогдашних легальных марксистских газет».
Оказывала денежную помощь газете «Искра» и большевикам.
После студенческой демонстрации у Казанского собора 4 марта 1901 года составила от имени Союза взаимопомощи русских писателей при русском литературном обществе протест против её разгона. За это была приговорена к административной ссылке в одно из мест, где «нет фабричных и университетских поселений», но по прошению Калмыковой решение было изменено на высылку за границу. Живя с 1902 года в Европе, преимущественно в Германии, оказывала активную помощь в организации социал-демократических эмигрантских изданий — журнала «Заря» и газеты «Искра», как материально, так и содействуя технической стороне дела, в том числе доставке экземпляров в Россию. Значимую материальную поддержку она оказала II съезду РСДРП в Лондоне (1903), в работе которого лично приняла участие.
В 1904 году получила разрешение на временный визит в Екатеринослав, для ухода за заболевшей матерью, а после Манифеста 17 октября 1905 года по амнистии с неё были сняты ограничения на въезд в Россию. Вернувшись в 1906 году на родину, целиком посвятила себя педагогике, занимаясь, в частности, детской литературой. В 1-й половине 1910-х гг. возобновила преподавание на педагогических курсах при Фребелевском обществе, участвовала в организации курсов библиотечного дела при университете Шанявского, где читала лекции (1913—1916). С 1909 года была председатеем Общества содействия дошкольному воспитанию. В 1915—1918 годах преподавала в Петроградской учительской семинарии, обучавшей крестьянских детей от 13 до 19 лет, в 1916—1918 годах — на одногодичных курсах по дошкольному и внешкольному образованию при Высших курсах П. Ф. Лесгафта, на курсах Петроградского учительского союза.
После Октябрьской революции работала в системе Наркомпроса, преподавала в Педагогическом институте имени К. Д. Ушинского.
В последнее десятилетие жизни у А. М. Калмыковой развивалась эмфизема лёгких, а с 1922 года — артрит. Благодаря дружбе и заботе В. В. Вересаева в 1923 году она получила персональную пенсию «за заслуги в революционной и педагогической деятельности». Последние годы жила в санатории Центральной комиссии по улучшению быта ученых в Детском Селе, где и умерла 1 апреля 1926 года. Был похоронена в Ленинграде на Литераторских мостках Волковского кладбища.

## Киновоплощение
- 1961 — «В начале века». В роли Калмыковой — Ирина Ликсо.
- 1993 — «Раскол». В роли Калмыковой — Людмила Касаткина.